# Saint-Pardoux-le-Neuf (Corrèze)
Saint-Pardoux-le-Neuf è un comune francese di 70 abitanti situato nel dipartimento della Corrèze nella regione della Nuova Aquitania.

## Società

### Evoluzione demografica
Abitanti censiti